# Zakon Krzyżowców z Czerwoną Gwiazdą

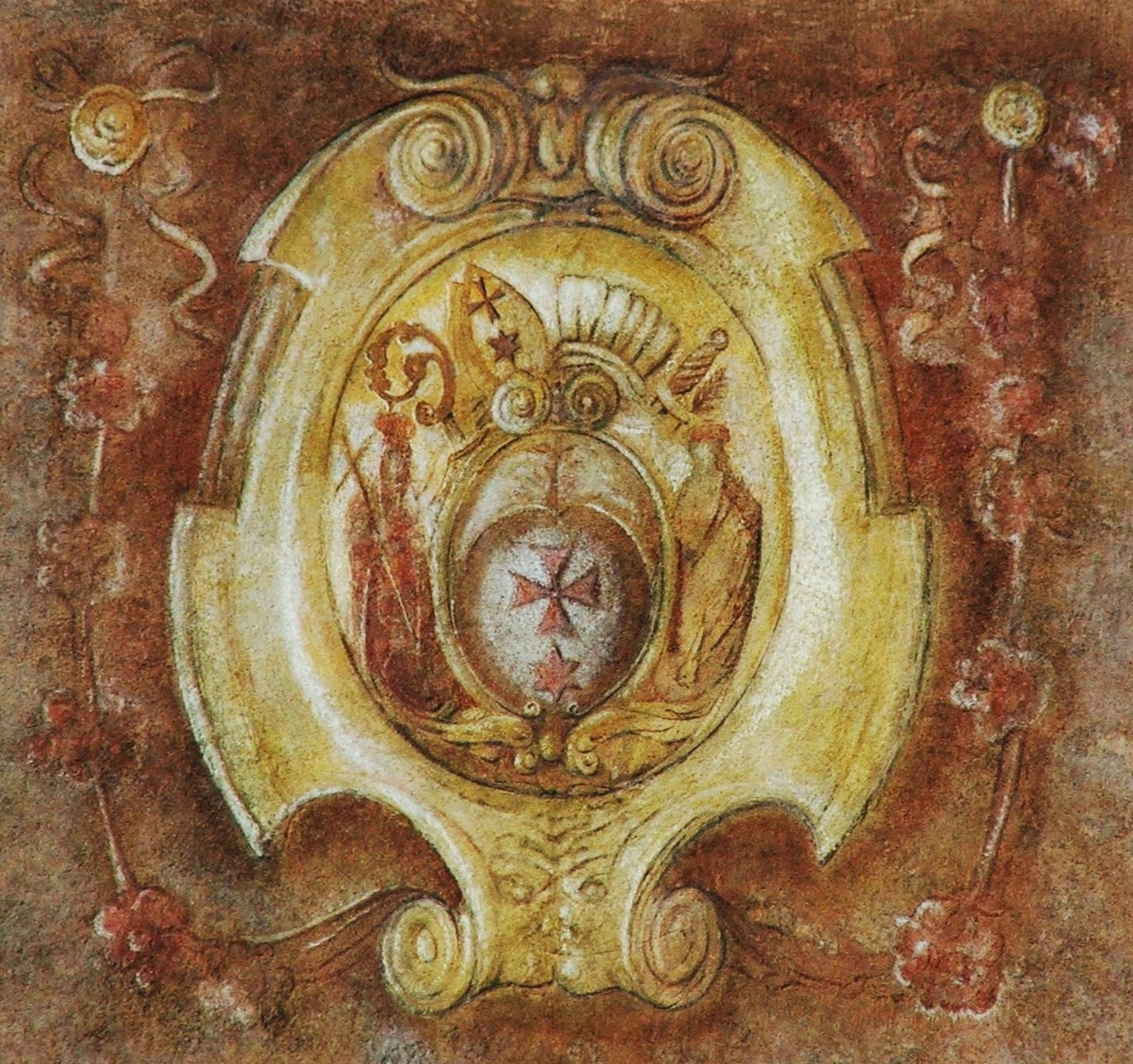
Herb krzyżowców z czerwoną gwiazdą na fasadzie zamku w Dobřichovicach w Czechach

Zakon Krzyżowców z Czerwoną Gwiazdą (łac. Ordo Militaris Crucigerorum cum Rubea Stella – O.Cr. lub także Ordo Sacrorum ac militarium Crucigerorum cum rubea stella – O.Crurig., czes. Rytířský řád křížovníků s červenou hvězdou) – chrześcijański zakon rycerski o charakterze szpitalnym, przekształcony z czasem w zakon kanoników regularnych, powstały i uformowany w latach trzydziestych XIII wieku z inicjatywy św. Agnieszki Czeskiej, pozostający:
- jedynym męskim zakonem chrześcijańskim powstałym na ziemi czeskiej (początkowo miał także gałąź żeńską),
- jedynym rzymskokatolickim zakonem męskim utworzonym przez kobietę oraz
- jedynym zgromadzeniem, którego dom macierzysty znajduje się w czeskiej Pradze.

Krzyżowców z czerwoną gwiazdą zwano również krzyżakami z czerwoną gwiazdą, szpitalnikami, braćmi szpitalnymi i krzyżowcami gwiaździstymi.

## Historia

### Początki
Początki zakonu są niejasne. Przyczyniły się do tego liczne klęski i wojny, podczas których utracono dużą część archiwów zakonnych.
Według pierwotnej koncepcji, krzyżowcy mieli wyodrębnić się w początku XIII wieku ze wspólnot świeckich działających od 1130 przy jerozolimskich szpitalach. Pozostawali pod jurysdykcją biskupa Betlejem. O ich działalności militarnej w Ziemi Świętej nic nie wspominano. Po opuszczeniu Palestyny zakon miał porzucić z czasem działalność militarną i poświęcił się swojemu pierwotnemu celowi, czyli opiece nad chorymi i starcami w szpitalach, później także pracy duszpasterskiej w parafiach.
Istniała też tradycja mówiąca, że twórcami zakonu był papież Anaklet, św. Helena lub Gotfryd z Bouillon.
Wersje te, aktualnie raczej nie akceptowane przez badaczy, pojawiły się w piśmiennictwie zakonnym dopiero w XVII wieku i mogły stanowić echo pewnych wątków krucjatowych, istniejących w zakonie od początku jego istnienia.
Aktualnie przyjmuje się, zgodnie z zachowanymi dokumentami, że zakon wyrósł z bractwa szpitalnego, powołanego w 1233 do opieki nad szpitalem pw. św. Kastulusa, sąsiadującym z klasztorami franciszkanów i klarysek w Pradze. Inicjatorką powstania szpitala, jak i wspomnianych klasztorów tworzących kompleks zwany Czeskim Asyżem, była księżna Agnieszka z dynastii Przemyślidów, późniejsza święta Kościoła katolickiego. Do tego szpitala wprowadziła ona pielęgniarzy, przypuszczalnie członków bractwa szpitalnego, działającego w okolicy. Następnie w 1235 księżna doprowadziła do utworzenia drugiego szpitala (który otrzymał za patrona św. Franciszka) przy kościele św. Piotra na Poryczu w Pradze, wcześniej (w 1233) odkupionego przez matkę Agnieszki od zakonu krzyżackiego i ofiarowanego bractwu. Szpital ten był początkowo zależny od pobliskiego klasztoru klarysek.
Na prośbę Agnieszki papież Grzegorz IX w dniu 14 kwietnia 1237 wydał bullę protekcyjną Omnipotens Deus, w której wziął pod opiekę zgromadzenie i szpital, przekształcając jednocześnie bractwo w samodzielny zakon. Fundatorka szpitala i inicjatorka powstania zgromadzenia, w imieniu swojego klasztoru klarysek, zrezygnowała ze szpitala i przekazała go papieżowi 15 kwietnia 1238. Stało się to podstawą do przekazania szpitala przez papieża pracującemu w nim zgromadzeniu w dniu 27 kwietnia 1238. Krzyżowcy byli wówczas zakonem laickim, obejmującym zarówno mężczyzn, jak i kobiety, rządzącym się regułą augustiańską (obowiązującą do dziś).
|  |
|  |

### Znak i symbol zakonny
W 1250 Agnieszka Czeska zwróciła się do papieża Innocentego IV z prośbą o przyznanie zakonnikom znaku odróżniającego ich od innych zakonów i bractw szpitalnych. Na mocy papieskiego polecenia biskup praski Mikołaj 17 czerwca 1252 do symbolu zakonu – czerwonego krzyża – dodał czerwoną sześcioramienną gwiazdę. Nowy znak został przyjęty podczas uroczystości w kościele św. Pawła na Poryczu. Symbol zakonu został potwierdzony oficjalnie bullą z 20 czerwca 1256 przez papieża Aleksandra IV. Wyróżnia on członków zgromadzenia do czasów współczesnych.
Herb zakonu podlegał z czasem modyfikacjom. Nad tarczą herbową z symbolem czerwonego krzyża i gwiazdy początkowo znajdował się czarny kapelusz z czterema frędzlami, zastąpiony w 1701 przez infułę i berło. Do herbu dodano miecz i strzały, a później miecz i pastorał, które przedstawiane były raz w górnej części tarczy, a raz tarcza spoczywała na nich. Pojawiły się też postacie św. Heleny i Konstantyna Wielkiego (świętego oficjalnie uznanego w cerkwi prawosławnej, w Kościele katolickim nie kanonizowanego, stąd tę drugą postać niegdyś interpretowano czasem jako cesarza Herakliusza).

### Ubiór zakonny
Pierwotnie stanowił go czarny kaptur, szkaplerz, surcot i płaszcz zdobiony czerwonym krzyżem zakonnym, od 1252 uzupełnionym od dołu o czerwoną gwiazdę. W 1292 Mikołaj IV pozwolił krzyżowcom nosić miecz, który jednak po przybyciu do konwentu musieli oddać przełożonemu. 
W dzisiejszych czasach odzież członka zgromadzenia składa się z czarnego habitu, zdobionego dwoma białymi zakładki piersiowymi, które wcześniej nosiło i świeckie duchowieństwo, i ośmioramiennym czerwonym krzyżem z sześcioramienną czerwoną gwiazdą u dołu, które są wyhaftowane po lewej stronie czarnego płaszcza zakonnego. 
Wielki mistrz od epoki baroku ubrany był w drogocenny, soboli płaszcz (który nie jest już używany), na szyi miał łańcuch z herbem zakonnym, u boku nosił miecz, a na jego głowie spoczywał  biały jedwabny kapelusz, zwany galerus.

### Organizacja zakonna
Organizacja zakonu była wzorowana na istniejących już wówczas zakonach szpitalnych, takich jak joannici, templariusze, lazaryci czy duchacy.
Na czele całego zgromadzenia stał mistrz. Od 1305 mistrz zakonu był tytułowany jako supremus magister (najwyższy mistrz). W 1378 w stosunku do najwyższego zwierzchnika zgromadzenia użyto tytułu mistrz-generał, a w 1535 w oficjalnej korespondencji pojawił się tytuł wielkiego mistrza.
Mistrz do pomocy miał stałą radę złożoną z czterech zakonników. Siostry miały nad sobą mistrzynię. W każdym szpitalu pracowały co najmniej trzy zakonnice, które mieszkały w osobnych budynkach. W podległych placówkach siostry zajmowały się opieką nad kobietami, a bracia zakonni – nad mężczyznami.
Klasztory na Śląsku i Kujawach tworzyły wyodrębnioną grupę w strukturze zakonu. Miały one prawo wybierać swojego mistrza prowincjonalnego, rezydującego w Pradze, cieszyły się też dużą niezależnością w stosunku do domu macierzystego w Pradze. Niezależność ta powodowała konflikty między ośrodkiem praskim, roszczącym sobie prawo do zwierzchnictwa, a wrocławskim.

### Okres rozkwitu i kryzysu
W 1252 św. Agnieszka położyła kamień węgielny pod nowy szpital i klasztor zakonu na staromiejskim brzegu Wełtawy przy Moście Judyty. Wybudowano wtedy kościół pw. św. Ducha wraz ze szpitalem pw. św. Franciszka oraz klasztor. Po śmierci swojego protektora Przemysława Ottokara II zakon przeżywał w Czechach kryzys, czemu zaradziła reforma przeprowadzona w 1292. W ramach tej reformy, na mocy dekretu papieskiego Decreta Reformationis per Visitatores Apostolicos, rozwiązana została żeńska część zakonu.
Do największego rozkwitu zgromadzenia doszło za panowania cesarza Karola IV. Prowincja czeska posiadała wówczas 60 szpitali, domów zakonnych i kościołów (w 1329 zakon sprawował pieczę nad 28 kościołami na ziemiach czeskich i na Węgrzech). Oprócz Czech i Węgier zakon posiadał duży klasztor we Wrocławiu, któremu podlegały placówki na Śląsku i Kujawach.
Gotycki kościół pw. św. Ducha wraz z klasztorem i szpitalem funkcjonował do 1378, kiedy to wielki pożar zniszczył zabudowania (odbudowano go dopiero w XVII wieku, już w stylu barokowym i zmieniono wezwanie na św. Franciszka). Okres wojen husyckich w XV wieku i szerzenie się protestantyzmu w XVI wieku zakończyły okres świetności zakonu i spowodowały duże straty w majątku zakonnym. Spowodowało to zmniejszenie się znaczenia i wpływów zakonu. Od XVIII wieku zakon skupiał jedynie duchownych – kapłanów i braci zakonnych, stając się zakonem kanoników regularnych.

### Zakon na obecnych ziemiach polskich
Zakon sprowadziła na Śląsk do Wrocławia z Pragi księżna Anna, wdowa po księciu Henryku II Pobożnym. Fundacja doszła do skutku w 1253, choć najwcześniejsza wzmianka o krzyżowcach wrocławskich pochodzi z 1248. W drugiej połowie XIII w. zakon był najpoważniejszą instytucją zajmującą się szpitalnictwem na Śląsku i posiadał swoje szpitale w Bolesławcu (rok założenia – przed 1260), Świdnicy (1283), Ziębicach (1282), Legnicy (1288) i Kluczborku (prawdopodobnie odegrali rolę w powstaniu tego miasta, a na pewno od 1298 sprawowali opiekę duszpasterską w tamtejszym kościele farnym). Na Kujawach szpitale zakonne znajdowały się w Inowrocławiu (przed 1268) i Brześciu Kujawskim (1294). Zakon cieszył się poparciem władców Czech z dynastii Przemyślidów, szczególnie Przemysła Ottokara II, który traktował krzyżowców jako narzędzie rozszerzenia swoich wpływów politycznych, dlatego też domy zakonne i szpitale zakonne powstawały na ziemiach związanych wówczas politycznie z Czechami, czyli na Śląsku i Kujawach.
Zakon zrezygnował ze szpitala w Świdnicy już w 1347, a w Legnicy w 1417 (choć w tym drugim mieście otworzył ponownie szpital i hospicjum na początku XVI wieku). Większość pozostałych szpitali i placówek zakonu funkcjonowało do drugiej połowy XVI wieku, kiedy to zostały przejęte przez duchowieństwo diecezjalne lub władze miejskie za zgodą władz kościelnych. Jedynie placówki we Wrocławiu i Kluczborku przetrwały do czasu kasaty zakonów w l. 1810–1811, dokonanej na mocy dekretu króla pruskiego Fryderyka Wilhelma III z 19 listopada 1810.

## Współczesność

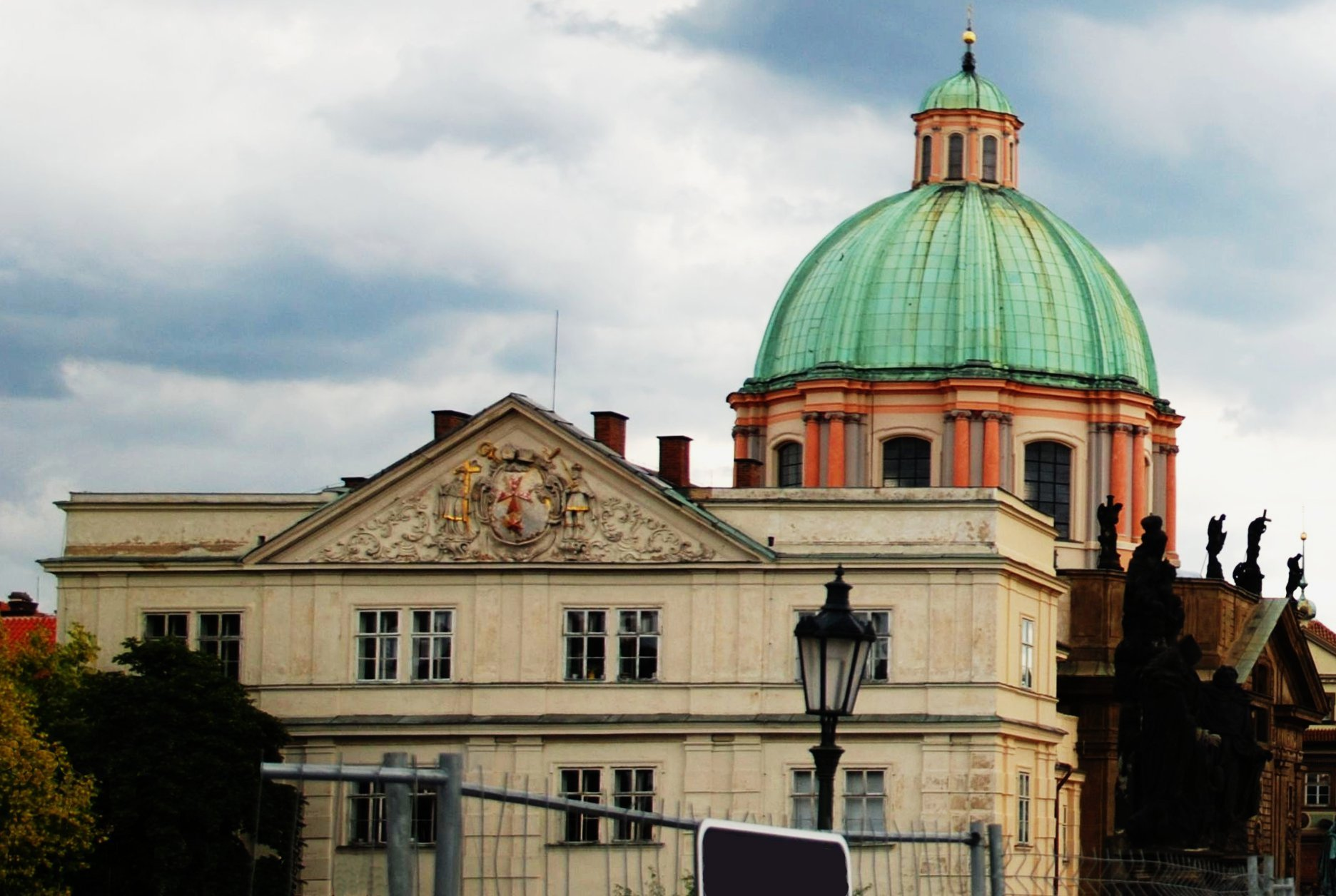
Dom macierzysty krzyżowców z kościołem zakonnym pw. św. Franciszka z Asyżu, Praga; widok z Mostu Karola

Jeszcze na początku XX wieku zakon funkcjonował w Czechach i w Austrii. Opiekował się 26 parafiami i miał 85 członków, z których kilkunastu pracowało w gimnazjach i na Uniwersytecie Praskim.
Do dziś zakon przetrwał w Czechach, gdzie w 2001 (stan na 01.01.2001) liczył 16 kapłanów, 4 kleryków i  1 nowicjusza mieszkających w dwóch klasztorach, i w Austrii (Kościół św. Karola Boromeusza w Wiedniu). Dom macierzysty i siedziba wielkiego mistrza zakonu znajduje się w konwencie przy kościele św. Franciszka z Asyżu w Pradze na Starym Mieście przy Moście Karola.
W związku ze spadkiem liczby duchowieństwa, zakon przekształcił się stopniowo ze zgromadzenia szpitalnego w zakon kanoników regularnych, którego głównym przedmiotem działalności jest praca duszpasterska w podległych parafiach. Zakon nie posiada już żadnych szpitali, nie angażuje się bezpośrednio w działalność medyczną, wspiera jednak finansowo działalność szpitalną innych zgromadzeń jak np. Sióstr Miłosierdzia św. Karola Boromeusza, posiadających swój szpital w Pradze.
Za swoich patronów zakon uważa obecnie św. Agnieszkę Czeską, św. Augustyna i św. Jana Nepomucena oraz innych świętych wywodzących się z ziem czeskich.